# Carmen Victoria Pérez
Carmen Victoria Pérez (Caracas, Venezuela, 7 de abril de 1941-Ibidem, 27 de julio de 2019) fue una animadora y locutora venezolana, que se convirtió en un ícono de la televisión venezolana por su desempeño como presentadora de los programas Miss Venezuela y Sábado Sensacional.

## Carrera
Inició su carrera en la televisión a los veintiún años como bailarina en el programa del animador Renny Ottolina.  En 1976 RCTV lanza el programa de concursos para estudiantes de bachillerato Viva La Juventud el cual fue conducido por Guillermo Gonzales y en sus inicios junto a la cantante y actriz Raquel Castaños donde debutó como animador inicialmente luego, y luego junto a la animadora  y actriz Carmen Victoria Pérez, hasta 1979. En 1980, Pérez debutó como presentadora en la 27ª presentación del certamen Miss Venezuela y fue su conductora oficial durante diez años, primero junto con Amador Bendayán y luego con Gilberto Correa, lo que la catalogó como «la dama de la televisión». También condujo los programas Buenos Días Venezuela, Sábado Sensacional y su propio programa, Carmen Victoria en clave de jazz.

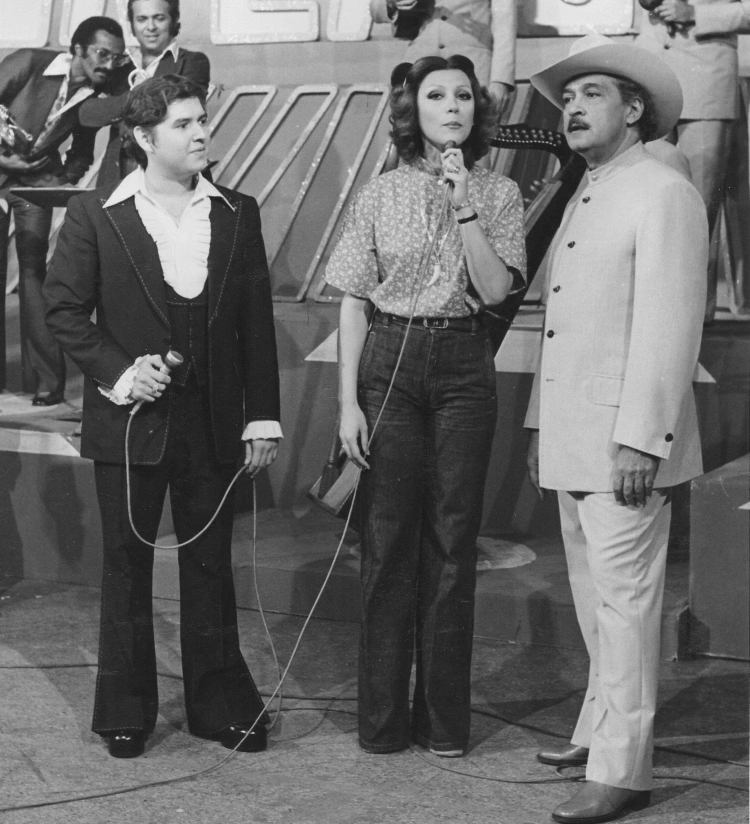
Carmen Victoria Pérez junto el músico Juan Vicente Torrealba en el programa Viva la juventud.

Durante su carrera tuvo la oportunidad de entrevistar a importantes figuras del espectáculo internacionales como Juan Gabriel, Rocío Dúrcal, Rocío Jurado, María Conchita Alonso, Lucero, Enmanuel, Roberto Carlos y la princesa Estefanía de Mónaco, entre otros artistas.
Entre 1990 y 1995 trabajó en Radio Caracas Televisión, donde condujo principalmente la ceremonia de entrega del Premio Ronda. Luego, en 1998 regresó a Venevisión donde formó parte del jurado del programa Cuánto Vale el Show, conducido por Guillermo "Fantástico" González.
En 2009 pasó a Canal I donde condujo el espacio de los mediodías Ven a Mi Mesa.
Desde 2017 hasta su fallecimiento condujo el programa radial Dimes y diretes, de lunes a viernes, junto con el periodista Isnardo Bravo, a través de La Romántica 88.9 FM. En 13 de julio de 2019 recibió un título honoris causa por parte de la Universidad Católica Santa Rosa por su trayectoria en la radio y televisión.